# Comportement autodestructeur
Le comportement autodestructeur est, dans le contexte humain[pas clair], un terme utilisé pour désigner un ou plusieurs actes destructeurs du soi chez un individu. Le terme vient de la psychologie objective. Les actes d'« autodestruction » peuvent être perçus métaphoriquement (« suicide social ») ou littéralement (suicide). D'une manière générale, ce type de comportement peut être développé comme une sorte d'habitude. Le terme, cependant, désigne les autodestructions qui sont potentiellement habituelles ou addictives, celles qui sont ainsi fatales (notamment automutilation, toxicomanie et suicide).

## Types de comportement autodestructeur
- Suicide
- Automutilation
- Trouble des conduites alimentaires
- Abus de substances

## Formes
Un comportement autodestructeur est dit synonyme d'automutilation, ce qui est mal interprété.[pas clair] L'automutilation est une forme sévère de comportement autodestructeur, mais elle peut apparaître sous d'autres formes. Le comportement autodestructeur est une réponse émotionnelle, lorsque les choses semblent être trop difficiles à supporter.

## Causes
Le comportement autodestructeur est une sorte d'autopunition en réponse à un échec personnel, qui peut être réel ou seulement perçu. Cela peut, ou non, être lié à une autophobie ou une haine de soi.
Il est souvent perçu que[pas clair] le comportement autodestructeur est motivé par un besoin d'attention. Elle[Quoi ?] peut également être perçue chez les individus souffrant de dépression clinique.